# Pakalitha Mosisili
Pakalitha Bethuel Mosisili (Waterfall, 14 marzo 1945) è un politico lesothiano, già Primo ministro del Lesotho per due mandati: dal maggio 1998 al giugno 2012 e dal marzo 2015 al giugno 2017.

## Biografia
È divenuto Primo ministro  a seguito delle elezioni parlamentari del 1998, quando il suo partito, il Lesotho Congress for Democracy, ha sfiorato il plebiscito. Dopo la vittoria, vi sono state accuse da parte dei partiti d'opposizione, che sono culminate con l'occupazione della zona del palazzo. Nelle elezioni del 2002 il Congress for Democracy ha ottenuto una nuova schiacciante vittoria.
L'8 giugno 2012 è divenuto primo ministro Tom Thabane, a cui Mosisili è succeduto ricoprendo nuovamente tale carica il 17 marzo 2015.